# نورثمد، نیو ساوت ولز
نورثمد (به انگلیسی: Northmead) یک حومه شهر در استرالیا است که در نیو ساوت ولز واقع شده‌است.